# Commissione per i diritti della donna e l'uguaglianza di genere del Parlamento europeo
La commissione per i diritti della donna e l'uguaglianza di genere (FEMM) è una commissione permanente del Parlamento europeo.

## Storia e attività
Fin dagli anni sessanta il Parlamento europeo ha iniziato ad occuparsi uguaglianza di genere, adottando una serie di risoluzioni sui principi di parità retributiva, protezione della maternità e discriminazione di genere sul luogo di lavoro. Nel 1979 il Parlamento, eletto per la prima volta a suffragio universale, ha creato una commissione ad hoc sui diritti delle donne, presieduta dall'eurodeputata francese Yvette Roudy. Nel 1981 la commissione ha prodotto un report, adottato con una risoluzione dall'assemblea. È stata quindi creata una commissione d'inchiesta sulla situazione delle donne in Europa, presieduta da Marie-Claude Vayssade. Lo scopo inizialmente non era creare una commissione permanente, ma monitorare la risoluzione del 1981 e spingere le altre commissioni a tenere conto della condizione della donna nel loro lavoro. Non riuscendo in questo obiettivo furono gli stessi componenti della commissione d'inchiesta a spingere perché venisse creata, nel luglio 1984, una commissione permanente sui diritti delle donne, oggi commissione per i diritti della donna e l'uguaglianza di genere (FEMM).
La commissione FEMM è composta prevalentemente da donne, ma è sempre presente anche qualche uomo. Come regola generale un eurodeputato può essere solo membro di una commissione e membro sostituto di un'altra, ma la commissione FEMM fa eccezione, non contando ai fini di questo limite: questo da un lato impedisce che le europarlamentari donne finiscano per occuparsi solo di questioni femminili, ma dall'altro è stato interpretato come segno di scarsa considerazione nei confronti della commissione. Da alcuni FEMM è vista come una commissione piuttosto ideologica, con posizioni non rappresentative di quelle dell'assemblea, a volte poco realista nei suoi obiettivi. In alcune occasioni è stato minacciata di chiusura.
A parte questioni legate a religione e famiglia la commissione decide solitamente all'unanimità, occupandosi di un'ampia varietà di questioni, come maternità, servizi per l'infanzia, salute e violenza contro le donne, anche collaborando con attiviste e movimenti femministi.

## Competenze
In base al regolamento del Parlamento europeo la commissione per i diritti della donna e l'uguaglianza di genere è la:
1. la definizione, la promozione e la tutela dei diritti della donna nell'Unione europea e le misure adottate dalla Comunità al riguardo;
2. la promozione dei diritti della donna nei paesi terzi;
3. la politica in materia di pari opportunità, compresa la promozione della parità tra uomini e donne per quanto riguarda le opportunità nel mercato del lavoro ed il trattamento sul lavoro;
4. l'eliminazione di ogni forma di violenza e di discriminazione fondata sul sesso;
5. la realizzazione e l'ulteriore sviluppo dell'integrazione della dimensione di genere ("gender mainstreaming") in tutti i settori;
6. il seguito dato agli accordi e alle convenzioni internazionali aventi attinenza con i diritti della donna;
7. la promozione della sensibilizzazione sui diritti delle donne.»

(Regolamento del Parlamento europeo, Allegato V: Attribuzioni delle commissioni parlamentari permanenti, art. XIX.)

## Presidenti
| Periodo     | Presidente           | Nazionalità | Gruppo  |
| ----------- | -------------------- | ----------- | ------- |
| 1998 - 1999 | Heidi Hautala        | Finlandia   | Verdi   |
| ...         |                      |             |         |
| 2002 - 2004 | Anna Karamanou       | Grecia      | PSE     |
| 2004 - 2009 | Anna Záborská        | Slovacchia  | PPE     |
| 2009 - 2011 | Eva-Britt Svensson   | Svezia      | GUE/NGL |
| 2011 - 2014 | Mikael Gustafsson    | Svezia      | GUE/NGL |
| 2014 - 2017 | Iratxe García Pérez  | Spagna      | S&D     |
| 2017 - 2019 | Vilija Blinkevičiūtė | Lituania    | S&D     |
| 2019 - 2022 | Evelyn Regner        | Austria     | S&D     |
| 2022 - 2024 | Robert Biedroń       | Polonia     | S&D     |
| 2024 -      | Lina Gálvez          | Spagna      | S&D     |